# 大阪府立池島高等学校
大阪府立池島高等学校（おおさかふりつ いけじまこうとうがっこう）は、かつて大阪府東大阪市池島町六丁目にあった公立高等学校。

## 概要
全日制普通科を設置する高等学校として、1974年に開校した。普通科の中に福祉コース・保育コースと、教養・文系・理系の3類型を設置し、一部教科では少人数展開指導も導入していた。
地域住民対象の箏曲教室を校内で開講したり、地域の諸活動への参加、地域の保育施設や福祉施設などとの交流の取り組みなど、地域との連携をはかっていた。また帝塚山大学と高大連携をおこなっていた。
校歌の作曲は、作曲家・松永通温による。
2008年度に大阪府立清友高等学校と統合し、新たに普通科総合選択制の高等学校・大阪府立みどり清朋高等学校を設置した。新校は池島高等学校の校地を継承して存続使用している。統合に伴い池島高等学校は2008年度に募集停止となり、在校生が卒業した2010年3月に閉校した。

## 沿革
- 1974年1月 - 大阪府条例により、大阪府立池島高等学校（全日制普通科）を設置。
- 1974年4月 - 開校。
- 2008年 - 募集停止。大阪府立清友高等学校と統合し大阪府立みどり清朋高等学校に改編。
- 2010年3月5日 - 最終学年の卒業式・閉校式を実施[1]。
- 2010年3月31日 - 閉校。

## 交通
- 近鉄奈良線 東花園駅 南へ約2km。
- 近鉄バス 北山本バス停 東へ約1.1km。
- 近鉄大阪線 河内山本駅 北東へ約2.6km。

## 出身者
- 矢野浩二(矢野浩司) ‐ 俳優
- 落合真司 - 作家（随筆家）。音楽ライター
- 辰己智之 - 吉本新喜劇
- BULGE 細木隆広 - 作詞作曲 編曲家